# 克里斯蒂安王子 (黑森-菲利普斯塔尔-巴赫菲尔德)
克里斯蒂安·路易斯·弗里德里希·阿道夫·亚历克西斯·威廉·斐迪南（Christian Louis Frederick Adolph Alexis William Ferdinand，1887年6月16日—1971年10月19日），出生于路易森隆德城堡。他是黑森-菲利普斯塔尔-巴赫菲尔德王子威廉与第四任妻子石勒苏益格-荷尔斯泰因-索恩德堡-格吕克斯堡的奥古斯塔公主的独子。克洛维亲王异母弟弟。
作為黑森家族一員，他被稱呼為黑森的克里斯蒂安王子殿下。有時，為了與家族其他分支的成員區別，「菲利普斯塔尔-巴赫菲尔德」會加到稱號之後，即「黑森-菲利普斯塔爾-巴赫菲爾德王子」。